# الأمبريوسكوب
الأمبريوسكوب أو منظار الأجنة في الطب (بالإنجليزية: Embryoscope)‏؛ تقنية حديثة في مجال علم الأجنة وطب الإنجاب، ساهمت كثيرا في تعزيز فرص نجاح التلقيح الإصطناعي خارج الجسم.
يقوم الأمبريوسكوب بالتقاط مجموعة متتالية من الصور للجنين أثناء نموه حتى اليوم الخامس بعد الإخصاب. ظهرت تقنية الأمبريوسكوب في أوروبا في العام 2010، نظرا لتكلفتها الباهضة مازالت هذه التقنية غير متوفرة في العديد من بلدان العالم، عربيا الأمبريوسكوب متوفر في أغلب الدول على غرار مصر، لبنان، تونس ودول الخليج.

## اقرأ أيضا
- التلقيح الإصطناعي خارج الجسم
- عملية الحقن المجهري
- نقل الأجنة
- عدم الإنجاب
- عقم
- طب التوليد والنسائيات